# Ventrikelpunktion
Unter einer Ventrikelpunktion versteht man die Punktion von einem der beiden seitlichen Hirnventrikel. Es handelt sich dabei um einen operativen Eingriff, der meist von Neurochirurgen durchgeführt wird.
Sie wird heute nur noch selten diagnostisch als eine Form der Liquorentnahme und dem Nachweis von Krebszellen darin durchgeführt. Auch wurde früher bei einer Pneumenzephalographie (Ventrikulographie) mittels der Ventrikelpunktion Luft in die Hirnventrikel eingebracht.
Überwiegend wird die Ventrikelpunktion in der Neurochirurgie aus therapeutischen Zwecken durchgeführt z. B. um eine kurzzeitige Entlastung des Hirndruckes bei raumfordernden Prozessen im Gehirn (Schädel-Hirn-Trauma, Tumoren, Verschluss der liquorabführenden Gänge etc.) zu erreichen.